# Fata Morgana (traghetto)
Fata Morgana è una nave traghetto bidirezionale, adatta al trasporto ferroviario, di proprietà di Bluferries, società del gruppo Ferrovie dello Stato Italiane. Ha operato sino al 1º giugno 2012 in Bluvia, divisione per la navigazione di RFI, transitando poi in Bluferries.

## Navi gemelle
- Riace